# تاريخ أستراليا (1788-1850)

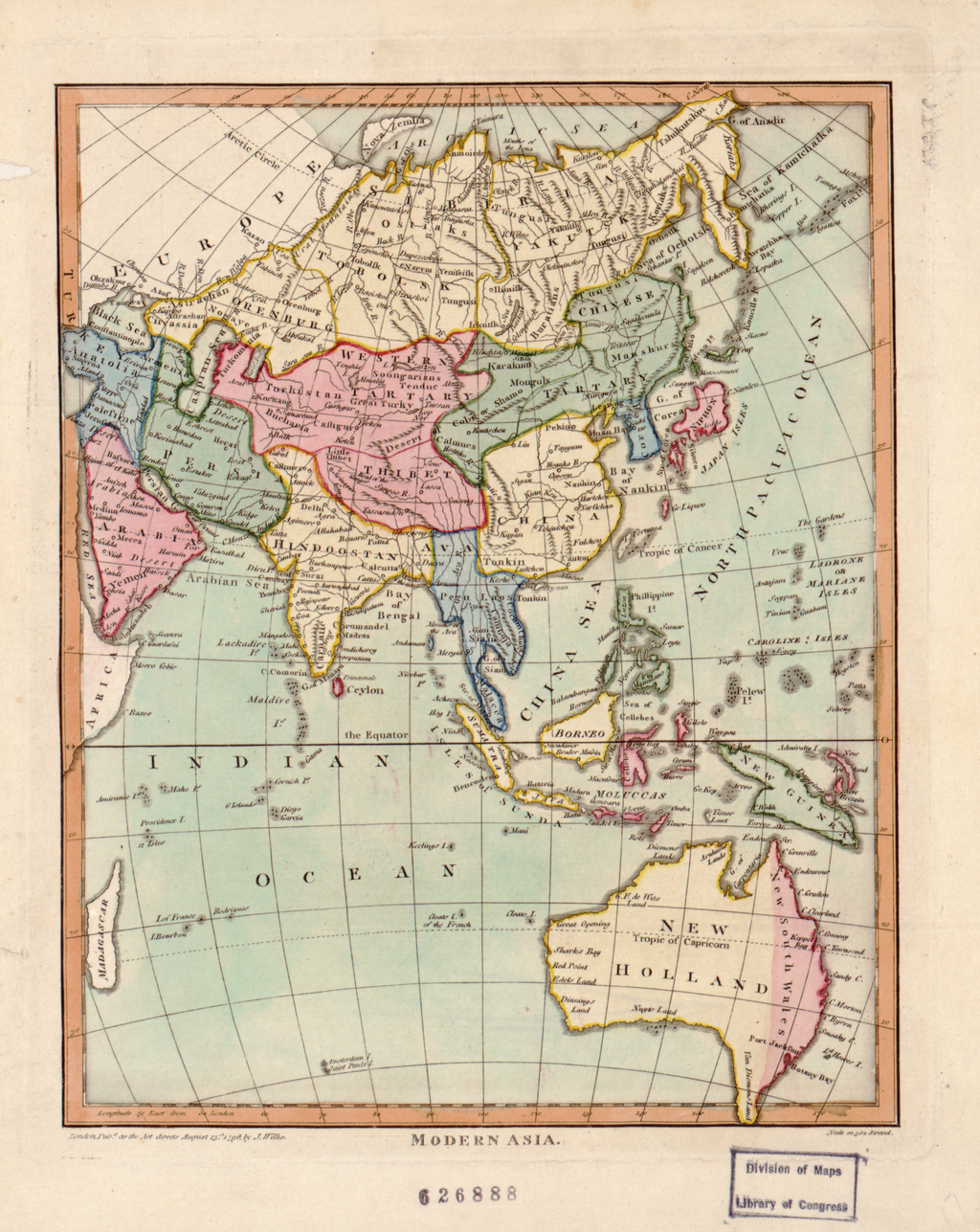
قارة أستراليا (كانت معروفة حينها باسم هولندا الجديدة) في خريطة من عام 1796 والتي كانت وقتها جزءًا من آسيا أو العالم الشرقي.

يغطي تاريخ أستراليا بين عامي 1788-1850 الفترة الاستعمارية المبكرة للتاريخ الأسترالي، بدايةً من وصول أسطول السفن البريطاني الأول إلى سيدني بنيو ساوث ويلز عام 1788، الذي أسس المستعمرة العقابية، وحتى الاستكشافات العلمية للقارة، وتأسيس مستعمرات أسترالية أخرى لاحقًا. خلق الاستعمار الأوروبي مجتمعًا مهيمنًا جديدًا في أستراليا مكان السكان الأصليين الأستراليين الموجودين مسبقًا. كتب روبرت هوز في كتابه «الشاطئ المميت»، الذي يحكي قصة ولادة أستراليا، ما يلي: «في زمن الغزو السلمي، كان الناس يعيشون في أستراليا منذ مدة لا تقل عن 30,000 عام».
صاغ التاريخ الاستعماري لأستراليا، منذ الوصول البريطاني عام 1788، كل من تاريخ البلاد منذ ذلك الوقت، والتطور الحالي للدولة، وساعد في أن يُنظر للاقتصاد على أنه قوي في «الشمال» العالمي ويملك تجارة اقتصادية قوية مع جميع الدول الأخرى في جميع أنحاء العالم.

## الاستعمار
من الشائع على نطاق واسع أن استعمار أستراليا كان مدفوعًا بالحاجة إلى حل مشكلة الاكتظاظ في أنظمة السجون في بريطانيا، وحقيقة أن البريطانيين فقدوا المستعمرات الأمريكية الثلاثة عشر في الثورة الأمريكية؛ لكن بكل الأحوال، لم يكن من الممكن اقتصاديًا نقل المدانين نصف المسافة حول العالم لهذا السبب فقط. كان المدانون إما تجارًا ماهرون أو مزارعون أدينوا في جرائم تافهة وحُكم عليهم بالنفي سبع سنوات، وهي المدة المناسبة لإنشاء البنية التحتية للمستعمرة الجديدة. كان المدانون غالبًا ما يُمنحون عفوًا قبل أو عند الانتهاء من الأحكام الصادرة بحقهم، وتُخصص قطع أرض لهم ليعملوا فيها بالزراعة.
أوصى العالم البارز، السير جوزيف بانكز، الذي رافق الملازم جيمس كوك في رحلته عام 1770، ببوتاني باي كموقع مناسب. قبِل بانكز عرض المساعدة الذي قدمه الأمريكي الموالي جيمس مارتا في يوليو 1783. زار مارتا بونتي باي مع بانكز كضابط مبتدئ على متن سفينة إنديفور بقيادة جيمس كوك. وبتوجيه من بانكز، قدم مارتا بسرعة «اقتراحًا لإنشاء مستوطنة في نيو ساوث ويلز» (24 أغسطس 1783)، مع مجموعة مهذبة تمامًا من الأسباب لإنشاء مستعمرة تتألف من الموالين الأميركيين والصينين وسكان جزر بحر الجنوب (لكن ليس من المدانين). بعد مقابلة مع أمين البلاد لورد سيدني في مارس 1784، عدل مارتا اقتراحه لإدخال المدانين كمستوطنين.

### المدانون والمستوطنون الأحرار
عندما وصلت سفينة نقل بيلونا إلى مرسى خليج سيدني في 16 يناير عام 1793، أحضرت معها أوائل المستوطنين المهاجرين الأحرار، كانوا يتألفون من: توماس روز، وهو مزارع من دورسيت، وزوجته وأطفاله الأربعة؛ أُعطي منحة أرض قدرها 120 فدان، بالإضافة إلى فريدريك ميريديث، الذي جاء على متن سفينة أتش إم إس سيريوس؛ وتوماس ويب (الذي جاء سابقًا إلى سيدني على متن باخرة سيريوس)، بالإضافة إلى زوجته، وقريبه جوزيف ويب؛ وإدوارد بويل، الذي كان مسبقًا قادمًا إلى سيدني مع سفينة نقل جوليانا، وتزوج امرأة حرة بعد وصوله. حصل كل من توماس ويب وإدوار بويل على منحة أرض قدرها 80 فدان؛ وحصل كل من جوزيف ويب وفريدريك ميرديث على 60 فدان.
كانت الشروط التي حصلوا عليها هي تزويدهم بمرور مجاني وأن يُعطوا المعدات الزراعية والأدوات من قِبل الحكومة، وأن يملكوا مؤنًا لعامين، وأن يُمنحوا أراضي خالية من النفقات. كانت الأرض التي خُصصت لهم تبعد عدة أميال غرب سيدني، في مكان سُمي من قِبل المستوطنين بـ «سهول الحرية»، وهي المنطقة التي تغطيها الآن بشكل رئيسي ضواحي سترانفيلد وهومبوش.
في عام 1804، اندلع تمرد المدانين في كاسل هيل الذي يقوده حوالي مئتين من الهاربين، معظمهم من المدانين الإيرلنديين، غير أنه أُخمد بسرعة من قِبل فيلق نيو ساوث ويلز. في 26 يناير 1808، كان هناك تمرد عسكري ضد الحاكم بلاي يقوده جون مكارثر. بعد هذا، أُعطي الحاكم لاكان ماكواريه تفويضاً لإعادة ترميم الحكومة وضبط المستعمرة. حين وصل عام 1810، قام بترحيل فيلق نيو ساوث ويلز بالقوة، وأحضر الفوج 73 بديلًا لهم.
- 13 مايو 1787 – غادرت 11 سفينة للأسطول الأول بورتمورث تحت قيادة الكابتن آرثر فليب. تعطي تقارير مختلفة أرقامًا متفاوتة عن الركاب، ولكن الأسطول كان يتألف من 1350 شخصًا على الأقل، منهم 780 مدانًا، 570 كانوا رجالًا ونساءً وأطفالًا أحرارًا، وكان العدد يضم أربع سَرِيات من البحرية. حوالي 20% من المدانين كانوا نساءً وكان عدد المدانين القدامى 82 مدانًا. حوكم حوالي 50% من المدانين في مايدلسكس، وحوكم معظم البقية في مقاطعات ديفون وكينت وساسكس.
- 18 يناير 1788 – وصل الأسطول الأول إلى بونتي باي لكن مجموعة الإنزال لم يعجبها الموقع، ونقلوا الأسطول إلى بورت جاكسون، وأنزلوا في خليج سيدني في 26 يناير 1788 (يُحتفل به كعيد أستراليا).
- أبريل 1789 – انتشار مريب للجدري يهلك القبائل المحلية. أظهرت الأبحاث التي أجراها مايكل ج. بينيت، والتي نُشرت عام 2009، والتي دعمها بشكل مستقل كريستوفر وارن في عام 2013، أن انتشار العدوى كان على الأرجح متعمدًا.
- 1790 – وصول الأسطول الثاني من المدانين إلى خليج سيدني.
- 1791 – وصول الأسطول الثالث من المدانين.
- 1793 – يناير: وصول المستعمرين الجدد إلى نيو ساوث ويلز.
- 1793 – مارس – أبريل: زيارة بعثة يقودها أليساندرو مالاسبينا.
- 1825 – مايو: أُسست مدينة بريزبان
- 14 يونيو 1825 – أُسست مستعمرة فان ديمانز لاند بشكل ذاتي؛ تغير اسها رسميًا إلى تاسمانيا في 1 يناير 1856. بُنيت المستوطنة الأولى في ريزدرون بتسمانيا في 11 سبتمبر 1803، حين أنزل لويت جون باون بحوالي خمسين من المستوطنين وطاقم وجنود ومدانين. ثبت أن الموقع غير مناسب وهُجر في أغسطس 1804. أسس لويت كول ديفيد كولنز أخيرًا مستوطنة ناجحة في هربات في فبراير عام 1804 مع مجموعة من حوالي 260 شخصًا، من ضمنهم 178 مدانًا. (حاول كولنز بناء مستوطنة مسبقًا في فيكتوريا). كانت سفن المدانين تُرسل من إنكلترا مباشرةً إلى المستعمرة من عام 1812 حتى 1813، ونُقل حوالي 67,000 مدان إلى تاسماينا على مر الخمسون عاماً بين 1803 حتى 1853. حوالي 14,492 منهم كانوا إيرلنديين لكن العديد منهم حوكموا في المحاكم الإنكليزية والإسكتلندية. بعضهم حوكم محليًا في مستعمرات أسترالية أخرى. أحضرت سفينة إنديفاتيغيبل أول المدانين مباشرةً من إنكلترا في 19 أكتوبر 1812 وبحلول عام 1820، كان هناك قرابة 2500 مدان في المستعمرة، بحلول نهاية 1833، ازداد العدد إلى 14,900 مدان منهم 1864 إناث، وحوالي 1448 منهم حصلوا على شهادة إخلاء (مستند يتضمن إفراجًا مشروطًا صادرًا بحق المدانين الذين أظهروا أنهم يمكن الوثوق بهم مع بعض الاستقلال)، و6573 منهم عُينوا في المستوطنات، و272 سُجلوا كـ «فارين أو مفقودين». في عام 1835، كان هناك أكثر من 800 مدان يعملون في «المجموعات المربطة بالسلاسل» في مركز عقاب في بورت آرثر، الذي كان على قيد العمل من 1830 وحتى 1877. نُقل المدانين إلى فان ديمينز لاند من سيدني، ومن ملبورن في السنوات اللاحقة من 1814 حتى 1827. بين عامي 1826 و1840، أُرسلت على الأقل 19 سفينة محملة بالمدانين من فان ديمينز لاند إلى جزيرة نورفولك، وفي أحيان أخرى كانوا يُرسلون من جزيرة نورفولك إلى فان ديمنز لاند.
- 21 يناير 1827 – اُسست أستراليا الغربية حين أُنشئت مستعمرة بريطانية صغيرة في كينغ جورجز ساوند (ألباني) من قِبل الرائد إدموند لوكير الذي كان يشكل رادعًا للوجود الفرنسي في المنطقة. في 18 يونيو 1829، أُعلن عن مستعمرة سوان ريفر الجديدة، وكان الكابتن جيمس سترلنغ الحاكم الأول لها. باستثناء المستوطنة في كينغ جورجز ساوند، لم تكن المستعمرة أبدًا جزءًا من نيو ساوث ويلز. سُلمت كينع جورجز ساوند عام 1830. في عام 1949، أُعلن أن المستعمرة هي مستوطنة عقابية بريطانية ووصل المدانون الأوائل في عام 1850. أصبحت جزر روتنست، قبالة ساحل بيرث، مستوطنة مستعمرة للمدانين في عام 1838 واستخدمت لتضم المستعمرين المذنبين المحليين. أُرسل حوالي 9720 مدانًا بريطانيًا مباشرةً إلى المستعمرة على متن 43 سفينة بين عامي 1850 و1868. كان المدانون يُطلبون من قِبل المستوطنين المحليين بسبب نقص الأيدي العاملة اللازمة لتطوير المنطقة. في 9 يناير 1868، أحضرت آخر سفينة محملة بالمدانين إلى أستراليا، وهي السفينة هوجومونت، شحنتها النهائية المؤلفة من 269 مدانًا. صدرت أحكام لمدة خمس وست وسبع وعشر وأربعة عشر عامًا على المدانين الذين أرسلوا إلى غرب أستراليا، وتشير بعض التقارير إلى أن معدل معرفة القراءة والكتابة بينهم كان 75% مقابل 50% لأولئك الذين أرسلوا إلى نيو ساوث ويلز وتسمانيا. غادر حوالي ثلث المدانين مستعمرة سوان ريفر بعد قضاء مدة حكمهم.[6]

## السياسة والحكومة
حكمت مجالس الشيوخ مجتمع السكان الأصليين التقليدي وكان صنع القرار عملية مشتركة، لكن الحكومات الأولى ذات النمط الأوروبي التي تأسست بعد عام 1788 كانت استبدادية وعُيّن حكامٌ لإدارتها – على الرغم من أن القانون الإنجليزي قد نُقل إلى المستعمرات الأسترالية استنادًا إلى مبدأ الاستقبال، وبالتالي أحضر المستعمرون معهم من بريطانيا مفاهيم الحقوق والإجراءات التي أرستها ماغنا كارتا (الميثاق الأعظم) ووثيقة الحقوق 1689. بدأت المشاغل والاضطرابات من أجل تشكيل حكومة تمثيلية بعد فترة وجيزة من توطين المستعمرات.
من عام 1788 حتى خمسينيات القرن التاسع عشر، كان حكم المستعمرات، بما في ذلك معظم عمليات صنع القرار السياسي، بيد الحكام المسؤولين بشكل مباشر أمام الحكومة في لندن (وزارة الداخلية حتى عام 1794؛ مكتب الحرب حتى عام 1801؛ ومكتب شؤون الحرب والاستعمار حتى عام 1854). مُنح الحاكم الأول لنيو ساوث ويلز، آرثر فيليب، سلطات تنفيذية وتشريعية لإنشاء المحاكم والقوات العسكرية ومحاربة الأعداء ومنح الأراضي وتنظيم الاقتصاد.
اعتمد أوائل المستعمرين على الثقافة السياسية البريطانية في ذلك الوقت، والتي سمحت باستخدام المناصب العامة لتعزيز المصالح الخاصة، فحاول ضباط فيلق نيو ساوث ويلز، الذي حل محل مشاة البحرية الأصلي في عام 1791، استخدام مناصبهم من أجل فرض احتكارات على التجارة. شجع الحاكم الثاني فرانسيس غروز، الذي حل محل فيليب في عام 1792، مثل هذه المشاريع الخاصة، وبدأ في منح الأراضي والعمال المدانين للضباط. احتكر الفيلق تجارة مشروب الرُّم، وازدادت قوته داخل المستعمرة الصغيرة. بعد محاولة الحاكم ويليام بلاي كسر الاحتكار العسكري واستجواب بعض عقودهم التجارية، شرع الضباط بقيادة جورج جونستون بانقلاب عُرف بتمرد الرُّم. بعد عام، وافق على ترك منصبه، وعاد إلى بريطانيا إلى جانب جونستون، الذي أدانته المحكمة العسكرية. ردًا على الأحداث، حلّت الحكومة البريطانية الفيلق واستبدلت الفوج 73 به، مما أدى إلى «تجريد» مسؤولي المستعمرة من امتيازاتهم. تقاعد العديد من الضباط، وعُرفوا فيما بعد باسم «فصيل 1808» وبأنهم عنصر مؤثر ومحافظ في سياسة المستعمرة.
أسس قانون نيو ساوث ويلز لعام 1823 الصادر عن برلمان المملكة المتحدة، المجلس التشريعي لنيو ساوث ويلز، أول هيئة تشريعية في أستراليا، ويُعين فيها من خمسة إلى سبعة أعضاء لتقديم المشورة إلى حاكم نيو ساوث ويلز. ومع ذلك، كان للهيئة الجديدة سلطات إشراف محدودة. أنشأ القانون أيضًا المحكمة العليا لنيو ساوث ويلز، وكان لها نفوذ على السلطة التنفيذية. قبل أن يتمكن الحاكم من اقتراح قانون أمام المجلس، كان على رئيس القضاة تبيان أنه لا يخالف القانون الإنجليزي، مما أدى إلى إنشاء شكل من أشكال المراجعة القضائية. ومع ذلك، لم يكن هناك فصل بين السلطات، إذ عمل رئيس القضاة فرانسيس فوربس في المجلس التشريعي أيضًا بالإضافة إلى المجلس التنفيذي للحاكم. تأسس المجلس التنفيذي في عام 1825، وضم كبار المسؤولين في المستعمرة.
بدأت دورية الأسترالي نشر مطبوعاتها في عام 1824، وتبعتها ذا مونيتور (المراقب) في عام 1826، وسيدني مورنينغ هيرالد في عام 1831. حاول رالف دارلينغ السيطرة على الصحافة أولًا من خلال اقتراح ترخيص للصحف وفرض ضريبة دمغة عليها، وبعد رفض رئيس القضاة فوربس ذلك، حاول من خلال محاكمة أصحابها بتهمة التحريض على الفتنة.
تأسست مستعمرة أرض فان ديمن في عام 1825، لكنها ظلت خاضعة لسلطة حاكم نيو ساوث ويلز، ويمثلها نائب الحاكم. أعلن جيمس ستيرلنغ تبعية غرب أستراليا للإمبراطورية البريطانية، وأُنشأت مستعمرة سوان ريفر هناك في عام 1829، مع تعيين ستيرلنغ حاكمًا في عام 1831. تأسست شركة جنوب أستراليا في عام 1834 كمشروع خاص لإنشاء مستعمرة جديدة في الساحل الجنوبي، انطلاقًا من أفكار الإصلاحي الاجتماعي جيريمي بينثام.

### الانقسامات السياسية
جرت محاكاة الانقسام الليبرالي/المحافظ للسياسة البريطانية في أستراليا. وقد تأثر هذا الانقسام أيضًا بذاك الذي بين «المحرَرين» (المدانون السابقون) و «الإقصائيين» (المستوطنون الأحرار أصحاب الأراضي). اعتبر المحافظون عمومًا أن الحكومة التمثيلية تشكل تهديدًا، لأنهم كانوا قلقين إزاء تصويت المدانين السابقين ضد أسيادهم. كان جون ماكارثر زعيم المحافظين، رائد صناعة الصوف وزعيم تمرد الرُّم. اعتقد المحافظون أنهم يقودون التنمية الاقتصادية للمستعمرة ويحمونها.
أسس وليام وينتورث الجمعية الوطنية الأسترالية (أول حزب سياسي في أستراليا) في عام 1835 للمطالبة بحكومة ديمقراطية لنيو ساوث ويلز. قدم التماسًا إلى الحكومة البريطانية من أجل الحصول على حق تقرير المصير في عام 1827. سعى المدعي العام الإصلاحي، جون بلونكيت، إلى تطبيق مبادئ التنوير على الحكم في المستعمرة، سعيًا وراء ترسيخ المساواة أمام القانون، أولًا عن طريق توسيع حقوق هيئة المحلفين لتشمل المحرَرين، ثم من خلال توسيع الحماية القانونية للمدانين والخدم المنتدبين والشعوب الأصلية. اتهم بلونكيت مرتين المستعمرين مرتكبي مذبحة مايال كريك ضد السكان الأصليين بالقتل، مما أدى إلى إدانتهم، واحتكامًا إلى قانون الكنيسة البارز الذي سنّه عام 1836، أُلغيت كنيسة إنجلترا وأُنشأت المساواة القانونية بين الأنجليكان والكاثوليك والمشيخيين والميثوديين في وقت لاحق.

### حكومة نيابية
في عام 1840، تأسس مجلس مدينة أديلايد ومجلس مدينة سيدني. تمكن الرجال الذين يمتلكون ما قيمته 1,000 جنيه من الترشح للانتخابات وسُمح لملاك الأراضي الأثرياء بما يصل إلى أربعة أصوات لكل واحد منهم في الانتخابات. أُجريت أول انتخابات برلمانية في أستراليا للترشح إلى المجلس التشريعي لنيو ساوث ويلز في عام 1843، مع ارتباط حقوق التصويت (للذكور فقط) مرة أخرى بملكية العقارات أو القدرة المالية. وُسعت حقوق الناخبين بشكل أكبر في نيو ساوث ويلز في عام 1850 وأُجريت انتخابات المجالس التشريعية في مستعمرات فيكتوريا وجنوب أستراليا وتاسمانيا.
بحلول منتصف القرن التاسع عشر، ازدادت الرغبة بوجود حكومة تمثيلية ومسؤولة في مستعمرات أستراليا، دفعتها فيما بعد الروح الديمقراطية لحقول الذهب وأفكار حركات الإصلاح الكبرى التي اجتاحت أوروبا والولايات المتحدة والإمبراطورية البريطانية. أدى انتهاء نقل المدانين إلى تسريع الإصلاح في أربعينيات وخمسينيات القرن التاسع عشر. كان قانون حكومة المستعمرات الأسترالية لعام 1850 تطورًا بارزًا منح دساتير تمثيلية لنيو ساوث ويلز وفيكتوريا وجنوب أستراليا وتاسمانيا، فنُفذت توصية لجنة مجلس الملكة الخاص بتعيين «حاكم وتشكيل مجلس وهيئة في كل من المستعمرات». شرعت المستعمرات في كتابة الدساتير، فنتج عنها برلمانات تقدمية ديمقراطية – على الرغم من أن الدساتير حافظت بشكل عام على دور المجالس العليا الاستعمارية كممثل «للمصالح» الاجتماعية والاقتصادية وجميع الملكيات الدستورية التي تأسست مع بقاء النظام الملكي البريطاني رأسًا رمزيًا للدولة.